# 4705 Secchi
4705 Secchi је астероид главног астероидног појаса чија средња удаљеност од Сунца износи 2,329 астрономских јединица (АЈ).
Апсолутна магнитуда астероида је 13,4.